# Blanckenborch

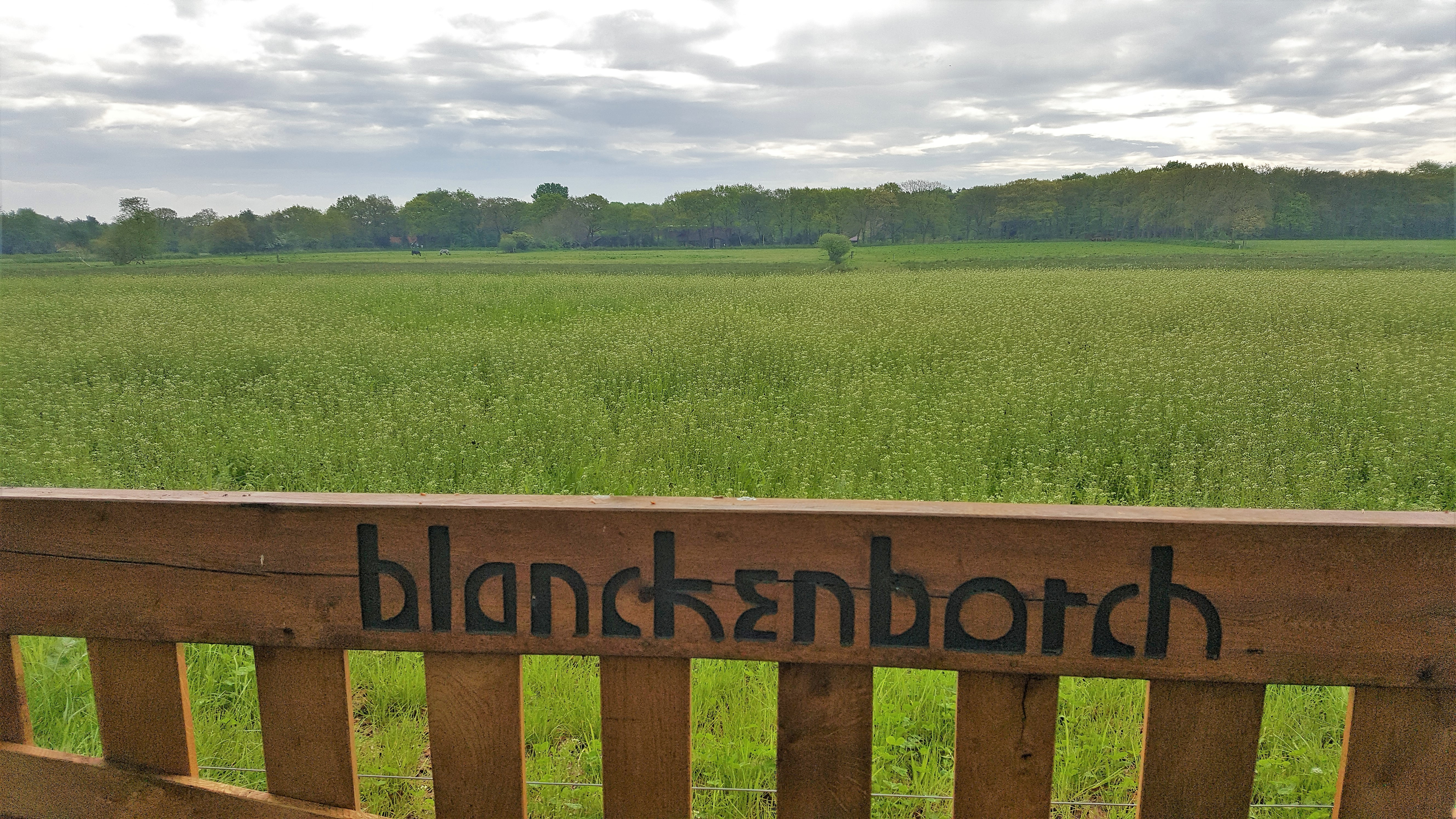
Landgoed Blanckenborch

Blanckenborch is een 53 ha groot landgoed in het zuiden van de gemeente Groningen in de Nederlandse provincie Groningen. Het ligt ten noordwesten van het Noordlaarderbos, ten oosten van de Drentsche Aa en ten zuidoosten van landgoed De Poll. Het omvat een deel van het doorbraakdal Besloten Venen en een stukje van de Westerlanden. Het landgoed is vernoemd naar de vroegere sterkte van Frederik van Blankenheim bij Blankeweer.

## Geschiedenis
Het landgoed vormt het levenswerk van huisschilder Kor Buist en zijn vrouw. Buist kocht in 1982 een afgebrande boerderij aan de Beslotenveenseweg met de bedoeling hier een eigen boerenhoeve te bouwen. Omdat de gemeente Haren aangaf dat dit niet kon omdat het perceel de bestemming agrarische bebouwing had, besloot Buist om zelf boer te worden om zo zijn plan alsnog te kunnen realiseren. Daartoe kocht hij diverse hectares land aan en begon met het houden van Limousinrunderen. In 1985 kon hij daarop alsnog zijn boerenhoeve bouwen in landschapsstijl onder architectuur van Reitsma. Buist raakte geïnteresseerd in agrarisch natuurbeheer en besloot zijn landgoed om te vormen tot natuurgebied. In de loop der jaren kocht hij enkele tientallen hectares grond aan en tevens nog twee boerderijen. In de loop der tijd groeide zijn kudde uit tot 600 Limousinrunderen en enkele Schotse hooglanders, die hij inzette voor het beheer van ongeveer 1300 ha grond van diverse natuurbeheerorganisaties. Tevens was hij betrokken bij een ruilverkaveling, waardoor het landgoed zijn huidige vorm kreeg. Begin 21e eeuw voerde hij verschillende beheersmaatregelen uit op zijn landgoed, waarbij een oude tankgracht uit de Tweede Wereldoorlog en enkele zwerfkeien (tweeglimmergraniet uit Ångermanland) naar boven kwamen. De zwerfkeien plaatste hij aan de Duinweg. In 2011 werd het landgoed geplaatst onder de Natuurschoonwet. In 2014 deed hij zijn bedrijf over aan een andere beheerder.
Onderdeel van het landgoed vormen het mede door hem in 2005 en 2006 herstelde Pollmeer en plas-drasland 'De Zwadde'. In 2015 was zijn landgoed betrokken bij de herinrichting 'Robuuste verbindingszone Drentsche Aa - Zuidlaardermeer, die onderdeel vormt van de Natte As tussen Zeeland en Groningen met een verbinding naar Duitsland. Deze verbindingszone loopt door de Besloten Venen en volgt het oude doorbraakdal van de Drentsche Aa naar de Hunze.
In 2004 diende hij bij de gemeente een aanvraag in om te mogen worden begraven op zijn eigen landgoed. Zijn verzoek werd afgewezen en ook beroep bij Gedeputeerde Staten van Groningen, de bestuursrechter en de Raad van State mochten niet baten. Nadat hij een stuk bos had aangekocht, het landgoed onder de Natuurschoonwet was geplaatst en Buist een nieuw verzoek had ingediend in 2014 kreeg hij in oktober 2015 wel toestemming om op zijn landgoed te mogen worden begraven. Na zijn overlijden in 2017 werd hij er daarom toch begraven.

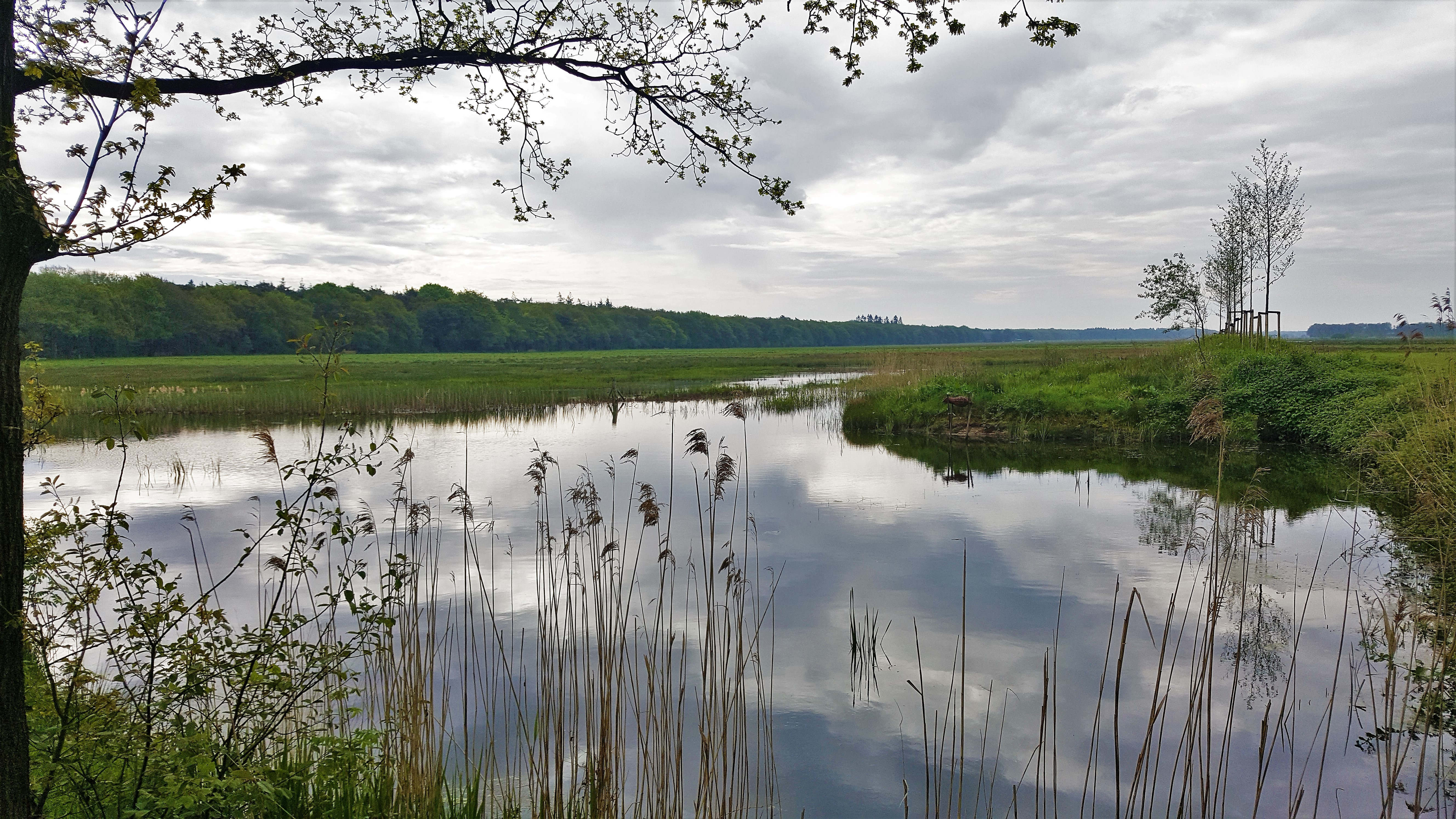
Pollmeer
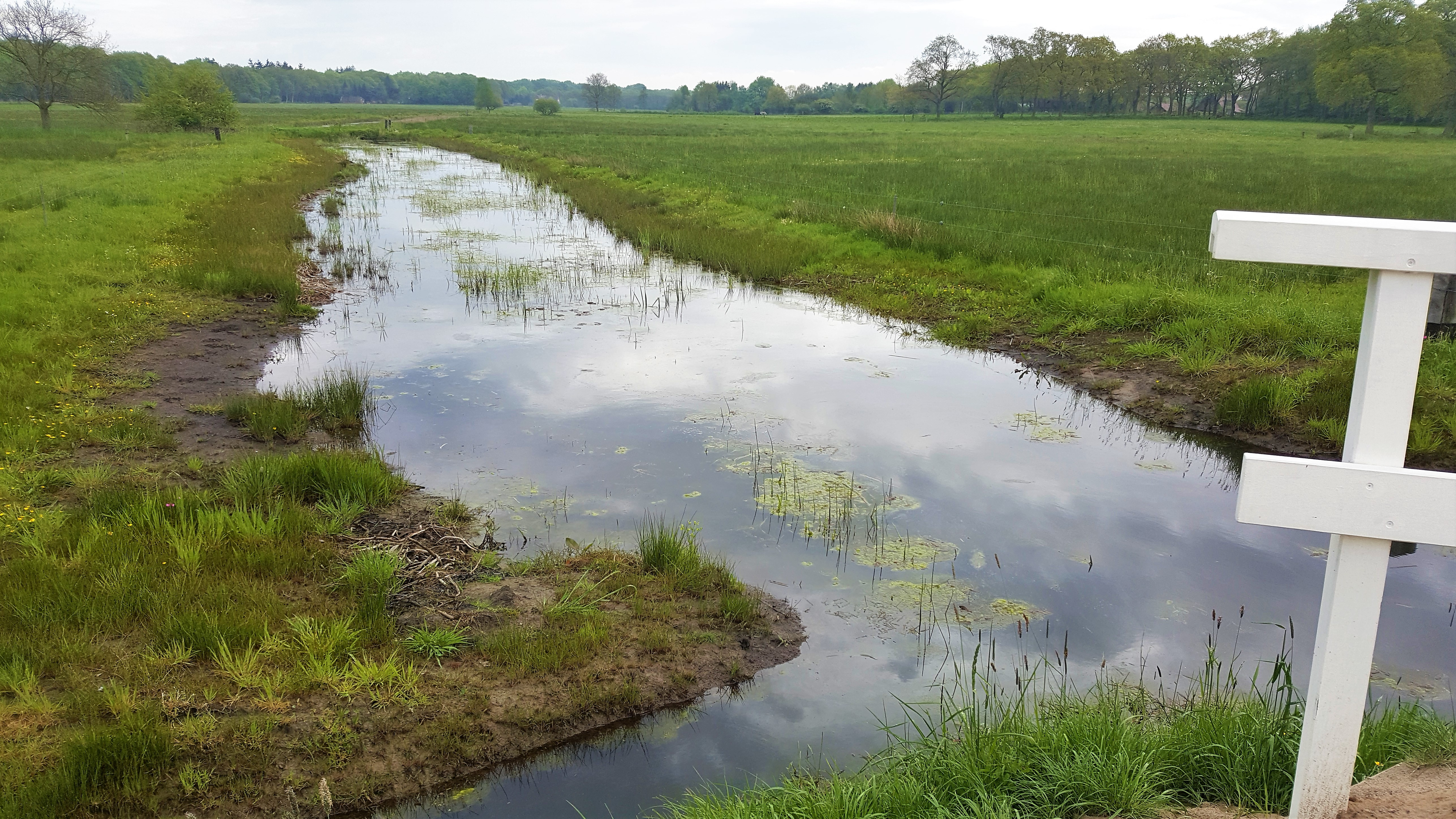
Nieuw aangelegd stroompje door het Besloten Veen